# Ernesto Çoba
Ernesto Luigj Çoba (ur. 16 lutego 1913 w Laçu, zm. 8 stycznia 1980 w Tiranie) – albański biskup katolicki.

## Życiorys
Ukończył Papieskie Seminarium Duchowne w Szkodrze. W 1935 został diakonem, a 9 lutego 1936 przyjął święcenia kapłańskie, z rąk abp Giovanniego della Petra i odprawił mszę prymicyjną w kościele św. Józefa. W tym samym roku rozpoczął pracę dydaktyczną w seminarium, prowadził także lekcje religii dla dzieci i młodzieży w Szkodrze, a także pomagał w pracy proboszczowi parafii w Szkodrze. Od grudnia 1946 po śmierci abp Gaspera Thaçiego i aresztowaniu ks. Mikela Koliqiego kierował parafią katolicką w Szkodrze. Brał udział w negocjacjach z władzami komunistycznymi na temat statusu Kościoła katolickiego w Albanii.
20 kwietnia 1952 został wyświęcony na biskupa przez ostatniego żyjącego hierarchę albańskiego Bernardina Shllaku, jako tytularny biskup Midaeum. W tym czasie pełnił funkcję administratora apostolskiego w archidiecezji szkoderskiej. Po śmierci Bernardina Shllaku samodzielnie kierował sprawami archidiecezji.
W 1967 decyzją władz komunistycznych w całym kraju zamknięto świątynie i ogłoszono Albanię krajem ateistycznym. 6 lutego grupa młodzieży komunistycznej uprowadziła abp Ernesto Çobę z jego rezydencji. Przyprowadzono go na główny plac Szkodry, gdzie został pobity kijami i znieważony. W tym samym roku zamieszkał z własną rodziną, nadal kontynuując w ukryciu działalność duszpasterską i utrzymując kontakty ze Stolicą Apostolską za pośrednictwem włoskiej ambasady w Tiranie. 29 kwietnia 1976 został aresztowany przez funkcjonariuszy Sigurimi i spędził rok w więzieniu czekając na proces. 29 kwietnia 1977 sąd okręgowy w Szkodrze skazał go na karę 25 lat więzienia za utrzymywanie nielegalnych kontaktów z Watykanem, za pośrednictwem ambasady włoskiej (w ambasadzie włoskiej siostra Çoby otrzymywała emeryturę po zmarłym mężu) i za prowadzenie agitacji przeciwko władzy ludowej. Karę odbywał początkowo w więzieniu w Ballshu. Pobity przez strażników więziennych trafił do szpitala więziennego w Tiranie, gdzie zmarł.
Po upadku komunizmu jego doczesne szczątki zostały przeniesione do katedry w Szkodrze.